# 2007년 2월
| 2007년: 1월 · 2월 · 3월 · 4월 · 5월 · 6월 · 7월 · 8월 · 9월 · 10월 · 11월 · 12월 |

| <           | 2007년 2월 | 2007년 2월 | 2007년 2월 | 2007년 2월   | 2007년 2월 | >          |
| 일          | 월         | 화         | 수         | 목           | 금         | 토         |
|             |            |            |            | 1 12.14 병인 | 2 15 정묘  | 3 16 무진  |
| 4 17 기사   | 5 18 경오  | 6 19 신미  | 7 20 임신  | 8 21 계유    | 9 22 갑술  | 10 23 을해 |
| 11 24 병자  | 12 25 정축 | 13 26 무인 | 14 27 기묘 | 15 28 경진   | 16 29 신사 | 17 30 임오 |
| 18 1.1 계미 | 19 2 갑신  | 20 3 을유  | 21 4 병술  | 22 5 정해    | 23 6 무자  | 24 7 기축  |
| 25 8 경인   | 26 9 신묘  | 27 10 임진 | 28 11 계사 |              |            |            |

| - 2월 2일 - 오규원 - 2월 8일- 니콜 스미스 - 2월 10일 - 정다빈 - 2월 20일 - 이금희 편집하기 |

## 2007년2월 28일
- 대한민국이 예멘과의 올림픽 예선 2차전 첫 경기에서 1-0으로 승리했다.
- 노무현 대통령이 열린우리당을 공식 탈당했다.
- 중국 주식 시장 쇼크의 영향으로 세계 증시가 폭락하고, 코스피 지수가 폭락했다.
- 퀴니채널이 폐국하였다.

## 2007년2월 27일
- 아프가니스탄에서 폭탄테러가 일어나 대한민국 국군 병 1명이 사망하는 사고가 발생했다.
- ICJ가 "세르비아에 집단학살 책임없다"라고 판결을 했다.

## 2007년2월 26일
- 시마네현이 다케시마의 날 행사에서 "한국은 독도를 불법점거한 현행범이다"라는 망언을 했다. 그리고 돗토리 현 일부 의원들과 함께 다케시마의 날 행사를 시작했다.
- 중국 언론들이 고조선을 정식 역사로 편입한 것에 대해 부정적인 입장을 밝히고, 한국을 비난했다.
- 중국에선 1990년 중반에 출현한 신흥종교 스지선이 중국 전역으로 퍼지고 있다.

## 2007년2월 24일
- 이라크 전쟁 : 이라크 하바니야의 수니파 사원 부근 시장에서 폭탄이 장착된 유조 트럭이 폭발해 최소 39명이 숨지고 61명이 부상했다.

## 2007년2월 23일
- 시마네현이 독도가 일본땅이라는 전단지를 유엔에 배포할 예정이다.
- 역사왜곡을 담은 소설 《요코 이야기》가 미국 동부지역에 이어 LA 일부 학교에서 교재로 채택되었다.
- 미국 워싱턴에서 진행된 한미 국방장관회담에서 "오는 2012년 4월 17일 한미연합사령부를 해체하고 전시 작전통제권을 한국군에 이양하기로 했다"고 발표했다.
- 엘바라데이 국제원자력기구(IAEA) 사무총장이 조선민주주의인민공화국으로부터 방문 요청을 받았으며, 다음달 초에 방문하여 핵 시설 동결 방안 등을 논의할 계획이라고 밝혔다.
- 전군표 국세청장이 언론사 세무조사와 관련해 "언론사가 기자들을 동원해 국세청의 동향을 취재하고 간접적으로 압력을 넣고 있으며, 심지어 국세청장의 뒷조사까지 한다"고 밝혔다고 <월간중앙>이 보도했다.
- 국회 건설교통위원회는 법안심사소위를 열어 "민간아파트에 분양가 상한제와 분양원가 공개 도입을 골자로 한 주택법 개정안"을 이 협의했으나 한나라당이 분양원가 공개를 반대함으로써 건교위 전체회의에 상정하지 못했다.

## 2007년2월 22일
- 2006/07 유럽 챔피언스리그 16강 첼시vsFC포르투 전이 무승부로 끝났다.
- 노무현 대통령이 열린우리당 지도부를 청와대로 초청한 간담회 자리에서 "열린우리당 탈당" 계획을 밝혔다.

## 2007년2월 19일
- 모스크바 근교에서 H5N1바이러스가 발생했다.

## 2007년2월 16일
- 《요코 이야기》의 저자인 요코 가와시마 왓킨슨이 《요코 이야기》는 자신이 겪은 이야기라고 주장했다.
- 한국방송공사가 라디오 방송 80년을 맞았다.

## 2007년2월 15일
- 탈북자 4명과 탈북자들을 도와준 한국인 1명이 중국 공안에게 붙잡혀, 단둥으로 강제 이송당했다.
- 고려대학교 이필상 총장이 사의를 표명했다.

## 2007년2월 14일
- 열린우리당이 전당대회를 열어 새 당 의장에 정세균을 선출했다.
- 투르크메니스탄에서 구르반굴리 베르디무하메도프가 새대통령으로 선출되었다.
- 일본 앞바다에서 한국 화물선이 기상악화로 침몰됐다.

## 2007년2월 13일
- 육자 회담이 타결되었다.

## 2007년2월 12일
- 부산광역시와 경상남도 전역을 가시청권으로 하는 KNN이 서부경남지역의 뉴스와 프로그램제작을 담당할 진주방송센터 개국 기념식을 갖는다.
- 대한민국 최대의 케이블TV 지역방송국 소유기업인 티브로드의 전국 계열SO가 채널개편을 단행한다.

## 2007년2월 11일
- 새벽 4시30분쯤 전라남도 여수시에 위치한 법무부 출입국관리사무소에서 화재가 발생해 28명의 사상자가 발생했다.
- 0시30분께 경기도 고양시 덕양구의 한 육군부대 화장실에서 한 일병이 목을 맨 것을 동료 사병이 발견하였다.
- 영국 프리미어리그의 맨체스터 유나이티드에서 뛰고 있는 박지성이 찰튼과의 경기에서 헤딩슛으로 시즌 2호골을 터뜨렸다.

## 2007년2월 10일
- 대한민국 축구대표팀이 3월24일 A매치 데이에 우루과이와 친선경기를 갖기로 했다.
- 경기도 안성시에서 6번째로 고병원성 조류독감이 발생했다.
- 대한민국의 탤런트이자 배우인 정다빈이 자신의 남자 친구 집에서 목을 매 숨진 채로 발견되다.

## 2007년2월 9일
- 국제올림픽위원회(IOC) 위원인 박용성 전 두산그룹 회장과 김대중 전 대통령 측근인 박지원 전 청와대 비서실장, 권노갑 전 새천년민주당 고문, 김영삼 전 대통령 차남인 김현철 등 434명이 특별사면ㆍ복권되었다.
- 미국 메이저 리그 야구에서 뛰고 있는 박찬호가 메츠와 1년간 옵션을 포함해 총 300만 달러에 계약하다.
- 서울 신용산초등학교에서 화재가 일어났으나, 인명 피해는 다행히 없었다.
- 경상북도 도청을 현 대구광역시에서 경상북도로 이전한다는 조례안이 우여곡절 끝에 경상북도의회를 통과했다. 경상북도청은 대구광역시와 경상북도가 분리된 이래 대구광역시에 위치해 있었다.

## 2007년2월 8일
- 일본 외무성 홈페이지가 독도 문제와 관련된 것을 대폭 개편하고 강화하다.
- 1987년 6월항쟁 이후 그 다음해인 1988년 순수 국민자금으로 설립된 한겨레신문이 창간호를 복원해 1000부를 찍어냈으며 3월 주주총회 때 배포하였다.
- 육자 회담이 중국 베이징에서 재개되다.

## 2007년2월 7일
- 대한민국 축구 국가대표팀이 그리스를 상대로 1-0 승리를 거두었다.
- 문화관광부는 윤여환 충남대학교 회화과 교수가 새로 제작한 유관순(1902-1920) 열사의 영정을 표준영정으로 공식 지정했다.
- 북한 화성군 16호 관리소에 있는 정치범 120여 명이 집단 탈출했다.
- 금창태 시사저널 사장이 MBC <PD수첩>의 시사저널 사태 편을 연출한 강지웅 PD를 명예훼손으로 고소했다.

## 2007년2월 6일
- 오전 9시30분, 김한길, 강봉균 등 열린우리당 의원 23명이 당을 탈당하면서, 열린우리당은 원내 2당으로 전락했다.
- 문화관광부가 아시아 각 국의 방송·문화 콘텐츠를 공동으로 유통하는 '아시아문화채널' 설립을 추진하고 있다.
- 태광산업이 서울행정법원에 방송위를 상대로 '최다액출자자 변경승인처분 취소 청구소송'을 제기했다. 이는 롯데가 우리홈쇼핑의 최대주주가 된 것에 분개한 것으로 판명되고 있다.

## 2007년2월 5일
- 현대자동차 정몽구 회장이 징역 3년의 실형을 선고받았다.
- 2014년까지 정부는 군복무 기간을 6개월 단축하기로 확정했다.
- 일본에서 32번째 광우병 소가 발견되었다.
- 북한 국경경비대 20여명이 중국으로 집단 탈북했다.

## 2007년2월 4일
- '종합편성채널 도입을 촉구하는 전문가모임' (정책건의 발의인단 공동대표 유재천ㆍ최열ㆍ문창재ㆍ유숙렬)은 종합편성PP가 조속히 도입돼야 한다는 정책건의서를 방송위원회에 보냈다.
- 국악전문채널 국악방송(서울경기 FM 99.1MHz)이 원래 사옥인 국립국악원에서 서울 상암동 DMC로 이전했다

## 2007년2월 2일
- 중국이 압록강을 자국의 강이라고 주장했다. 그리고 2007년 아시아 동계 올림픽에서 백두산 세레머니에 대해 공식 항의했다.
- 유엔의 사이버 스쿨버스라는 사이트가 동해를 일본해로 단독 표기했다.
- 일본 시마네현에서 독도영유권을 주장하는 부교재를 채택했다.

## 2007년2월 1일
- 일본 오카야마현의 양계장에서 Al바이러스가 검출되었다.
- 중국 18개 초중고교가 '창바이산'을 붙여 개명했다.
- 안산역 토막살인 사건의 용의자인 30대 중국인이 경찰에 검거되었다.